# Hökesån nedre
Hökesån nedre är ett naturreservat i Habo kommun i Jönköpings län.
Området avsattes som naturreservat 2015 och omfattar 21 hektar. Det är beläget strax öster om Habo samhälle och består av dalgången kring Hökesån.

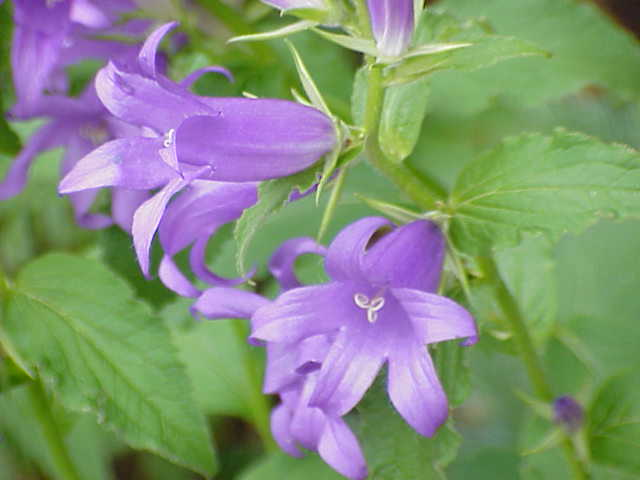
Hässleklocka

Hökesån har en artrik fiskfauna och utgör lek- och uppväxtområde för vätteröring och reproduktionsområde för vätterharr. Skogen kring ån utgörs av lövskog med inslag av ädellövträd samt enstaka gamla grova träd. Hökesån är kraftigt nedskuren och den djupa dalgången skapar en skuggig miljö med en hög och stabil luftfuktighet. Några arter som gynnas av denna typ av miljö är rutlungmossa, bågpraktmossa, långfliksmossa och grynig filtlav. Områdets rika förekomst av vatten har resulterat i en rik markflora med arter som till exempel strutbräken, kärrfibbla, skärmstarr, gullpudra och hässleklocka. Fågelarter som forsärla och strömstare trivs i området och även de rödlistade arterna mindre hackspett och kungsfiskare har noterats.